# Endoderma
Az endoderma (régebbi szakirodalomban gyakran entoderma) a nagyon korai embrióban fellelhető három csíralemez egyike. A másik kettő a mezoderma (középső réteg) és az ektoderma (külső réteg). Az összes közül az ektoderma helyezkedik el legkijjebb.
Általánosságban meg lehet jegyezni, hogy az endodermából alakul ki a bélcsatorna hámja, a máj, a hasnyálmirigy, a pajzsmirigy, a csecsemőmirigy, a fülkürtök, a középfülek hámja, a húgyhólyag, gége, légcső és tüdők hámja, valamint a szikzacskó és húgyhártya.
Az emberekben az embrióban az embriócsomóból differenciálódó embrioblasztok exocöl felőli sejtrétegéből jönnek létre.
Embrió korban három részre válik a feji résztől a háti részig: Az elülső endoderma, középső endoderma és a hátulsó endoderma. A középső endodermából lesz a középbél hámja, a hátulsó endodermából az utóbél hámja, az elülső endodermából meg a fentiekben említett többi.

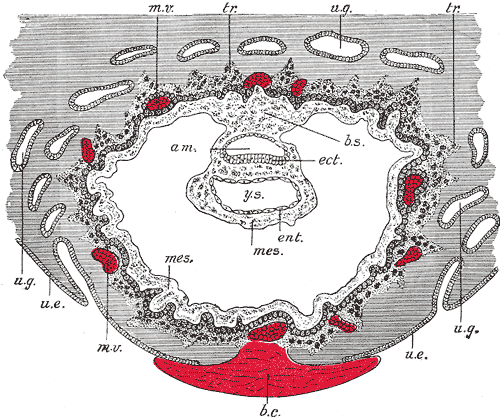
Az ábrán az „ent”-tel jelölt sejtréteg